# Raiamas scarciensis
 Raiamas scarciensis és una espècie de peix cipriniforme de la família dels ciprínids.

## Morfologia
Els mascles poden assolir els 15,4 cm de longitud total.

## Distribució geogràfica
Es troba a Sierra Leone.